# Cupido gambius
Cupido gambius är en fjärilsart som beskrevs av Jean Baptiste Boisduval 1847. Cupido gambius ingår i släktet Cupido och familjen juvelvingar. Inga underarter finns listade i Catalogue of Life.